# Forêt de Montfort
La forêt de Montfort est un massif forestier français de 2 077 hectares situé dans le département de l'Eure en Normandie. Cette forêt, qui s'étend sur la rive droite de la Risle, dans la région du Roumois, est dominée principalement par les résineux (pins sylvestres, épicéas et autres douglas). Elle offre environ 150 km de chemins balisés dans un cadre au relief vallonné.

## Géographie
La forêt de Montfort s'étend sur les communes de Appeville-Annebault, Brestot, Écaquelon, Flancourt-Catelon, Glos-sur-Risle, Illeville-sur-Montfort, Montfort-sur-Risle, Pont-Authou, Thierville et Rougemontiers.

## Histoire
Ancienne forêt seigneuriale des comtes et barons de Montfort, la forêt domaniale de Montfort revint deux fois en la possession du royaume de France : une première fois en 1204, et une deuxième fois en 1784. Elle devint propriété de l'État en 1833.
Très exploitée au XIXe siècle, cette forêt fut reboisée sur plus de la moitié de sa surface, notamment par des spécimens de pin sylvestre. Cette essence, qui réussit à particulièrement bien s'adapter aux sols acides, fit de cette forêt un massif atypique dans toute la Normandie.
En 1999, la tempête Lothar détruisit près de 300 ha de la forêt. Des travaux de reboisement ont alors été engagés afin de renouveler les parcelles dévastées.
En novembre 2015, le Conseil départemental de l'Eure a acquis 6 ha de terrains en friche ou agricoles, sur la commune de Brestot et a conventionné avec l’Office National des Forêts pour que celui-ci réalise des travaux de reboisement. Cette opération constitue l'une des mesures compensatoires à la construction de la déviation de Pont-de-l'Arche, dont le tracé avait nécessité d'empiéter sur 54 ha de la forêt domaniale de Bord. Le Département de l’Eure a alors été obligé de compenser trois fois plus et de reboiser des surfaces attenantes à des forêts domaniales 
euroises.

## Patrimoine naturel

### Arbres remarquables
La forêt de Montfort contient 11 arbres remarquables.
| Photo | Nom                             | Circonférence | Hauteur | Envergure | Âge             | Commentaire                                                                                        |
| ----- | ------------------------------- | ------------- | ------- | --------- | --------------- | -------------------------------------------------------------------------------------------------- |
|       | Le chêne à la Vierge            | 380 cm        | 21 m    | 12 m      | 150 à 200 ans   | Cet arbre, vénéré depuis longtemps, abrite une statue de la Vierge                                 |
|       | Le chêne du vieux Montfort      | 394 cm        | 35 m    | 25 m      | environ 150 ans | Son tronc vrillé et ses dimensions exceptionnelles lui donnent un aspect particulier               |
|       | L'alisier du clos Richard       | 171 cm        | 23 m    | 15 m      | 120 ans         | Remarquable par ses dimensions, notamment en raison de la croissance lente de cette essence        |
|       | Le châtaignier du rond de forge | 212 cm        | 18 m    | 20 m      | environ 80 ans  | Cet arbre se distingue par l'aspect étalé et tortueux de sa ramure et par ses branches entrelacées |
|       | Le chêne du Chastel             | 360 cm        | 30 m    | 22 m      | environ 200 ans | Arbre de grande dimension présentant un bel équilibre                                              |
|       | Le chêne des terres cauvins     | 435 cm        | 32 m    | 30 m      | environ 250 ans | Chêne aux dimensions et au port exceptionnels                                                      |
|       | L'allée des séquoïas            | 200 à 250 cm  | 35 m    | -         | environ 250 ans | Alignement de séquoïas très imposants plantés dans les années 60                                   |
|       | Le pin du rond de Beuvron       | 260 cm        | 33 m    | 14 m      | environ 160 ans | Pin exceptionnel et emblématique de la forêt par sa situation et ses dimensions                    |
|       | L'érable du grand val           | 200 à 250 cm  | 26 m    | 20 m      | environ 180 ans | Remarquable par ses dimensions, notamment en raison de la croissance lente de cette essence        |
|       | Le chêne de la Houssaye         | 340 cm        | 24 m    | 25 m      | environ 150 ans | Isolé, cet arbre marque l'entrée de la forêt sur la route de Boissey-le-Châtel                     |
|       | Les quatre frères               | 170 cm        | 28 m    | 18 m      | environ 120 ans | Il s'agit de quatre rejets de chêne, tous issus de la même souche                                  |